# 埼玉県特別支援学校一覧
埼玉県特別支援学校一覧（さいたまけんとくべつしえんがっこういちらん）は、埼玉県の特別支援学校の一覧。

## 国立特別支援学校
- 埼玉大学教育学部附属特別支援学校（さいたま市北区）

## 公立特別支援学校

### 県立特別支援学校

#### 特別支援学校（知的障害、肢体不自由、病弱教育）

##### さいたま市

###### 岩槻区
- 埼玉県立岩槻はるかぜ特別支援学校（旧埼玉県立岩槻特別支援学校跡に設置）

###### 西区
- 埼玉県立大宮北特別支援学校
  - さいたま西分校（埼玉県立大宮武蔵野高等学校内に設置）

###### 中央区
- 埼玉県立けやき特別支援学校（埼玉県立小児医療センター内に設置）
  - 伊奈分校（北足立郡伊奈町、埼玉県立精神医療センター内に設置）

###### 桜区
- 埼玉県立特別支援学校さいたま桜高等学園

###### 緑区
- 埼玉県立浦和特別支援学校

##### 川越市
- 埼玉県立川越特別支援学校
  - たかしな分校（埼玉県立川越初雁高等学校内に設置）

##### 熊谷市
- 埼玉県立熊谷特別支援学校

##### 川口市
- 埼玉県立川口特別支援学校
  - 鳩ヶ谷分校（埼玉県立鳩ヶ谷高等学校内に設置）

##### 行田市
- 埼玉県立行田特別支援学校

##### 草加市
- 埼玉県立草加かがやき特別支援学校
  - 草加分校（埼玉県立草加西高等学校内に設置）

##### 秩父市
- 埼玉県立秩父特別支援学校

##### 所沢市
- 埼玉県立所沢特別支援学校
- 埼玉県立所沢おおぞら特別支援学校
  - 新座柳瀬分校（新座市、埼玉県立新座柳瀬高等学校内に設置）

##### 加須市
- 埼玉県立騎西特別支援学校
  - 北本分校（北本市、埼玉県立北本高等学校内に設置）

##### 本庄市
- 埼玉県立本庄特別支援学校

##### 東松山市
- 埼玉県立東松山特別支援学校
  - 嵐山学園分校 （比企郡嵐山町、2021年4月に分校化。「こどもの心のケアハウス嵐山学園内教室」から改称）[1]

##### 春日部市
- 埼玉県立春日部特別支援学校
  - 宮代分校（南埼玉郡宮代町、埼玉県立宮代高等学校内に設置）

##### 狭山市
- 埼玉県立狭山特別支援学校
  - 狭山清陵分校（埼玉県立狭山清陵高等学校内に設置）

##### 羽生市
- 埼玉県立特別支援学校羽生ふじ高等学園

##### 深谷市
- 埼玉県立深谷はばたき特別支援学校

##### 上尾市
- 埼玉県立上尾特別支援学校
  - 上尾南分校（埼玉県立上尾南高等学校内に設置）
- 埼玉県立上尾かしの木特別支援学校
  - 大宮商業分校（さいたま市見沼区、埼玉県立大宮商業高等学校内に設置）

##### 越谷市
- 埼玉県立越谷特別支援学校
- 埼玉県立越谷西特別支援学校
  - 松伏分校（北葛飾郡松伏町、埼玉県立松伏高等学校内に設置）[2]

##### 戸田市
- 埼玉県立戸田かけはし高等特別支援学校 （埼玉県立戸田翔陽高等学校内に設置）[2]

##### 入間市
- 埼玉県立入間わかくさ高等特別支援学校

##### 和光市
- 埼玉県立和光特別支援学校
- 埼玉県立和光南特別支援学校

##### 久喜市
- 埼玉県立久喜特別支援学校
  - 白岡分校（白岡市、埼玉県立白岡高等学校内に設置）

##### 三郷市
- 埼玉県立三郷特別支援学校
  - 三郷北分校（埼玉県立三郷北高等学校内に設置）

##### 蓮田市
- 埼玉県立蓮田特別支援学校

##### 日高市
- 埼玉県立日高特別支援学校

##### 入間郡

###### 毛呂山町
- 埼玉県立毛呂山特別支援学校

##### 比企郡

###### 川島町
- 埼玉県立川島ひばりが丘特別支援学校

##### 南埼玉郡

###### 宮代町
- 埼玉県立宮代特別支援学校

#### 特別支援学校（視覚障害）

##### 川越市
- 埼玉県立特別支援学校塙保己一学園

#### 特別支援学校（聴覚障害）

##### さいたま市

###### 北区
- 埼玉県立特別支援学校大宮ろう学園

##### 坂戸市
- 埼玉県立特別支援学校坂戸ろう学園

### 市立特別支援学校

#### 特別支援学校（知的障害、肢体不自由）

##### さいたま市

###### 西区
- さいたま市立ひまわり特別支援学校（肢体不自由）

###### 緑区
- さいたま市立さくら草特別支援学校（知的障害、肢体不自由）

##### 川越市
- 川越市立特別支援学校（知的障害）

##### 富士見市
- 富士見市立富士見特別支援学校（知的障害）

## 私立特別支援学校
- 光の村秩父自然学園（秩父市）

## 廃校になった特別支援学校
- 埼玉県立寄居養護学校（大里郡寄居町、2004年8月3日廃校）
- 埼玉県立岩槻特別支援学校（さいたま市岩槻区、2016年12月26日廃校）

## リンク
- 特別支援学校の頁 （埼玉県教育委員会）